# Britton Wilson
Britton Wilson (Richmond, 13 novembre 2000) è una velocista e ostacolista statunitense, primatista nord-centramericana e caraibica dei 400 m piani indoor.

## Biografia
L'11 marzo 2023 durante i campionati NCAA indoor di Albuquerque, la Wilson ha stabilito la seconda miglior prestazione nella storia  dei 400 metri piani in 49"48, a 18/100 dal record mondiale dell'olandese Femke Bol stabilito pochi giorni prima , battendo il precedente record della cecoslovacca Jarmila Kratochvílová che era resistito per 41 anni.

## Record nazionali
Seniores
- 400 m piani indoor: 49"48 ( Albuquerque, 11 marzo 2023)

## Progressione

### 400 metri piani
| Stagione | Misura | Luogo        | Data      | Rank. Mond. |
| -------- | ------ | ------------ | --------- | ----------- |
| 2023     | 49"51  | Gainesville  | 15-4-2023 |             |
| 2022     | 50"05  | Oxford       | 14-5-2022 |             |
| 2019     | 52"06  | Glen Allen   | 11-5-2019 |             |
| 2018     | 53"82  | Newport News | 2-6-2018  |             |
| 2017     | 53"77  | Greensboro   | 18-6-2017 |             |
| 2016     | 54"30  | Greensboro   | 17-6-2016 |             |
| 2015     | 57"11  | Norfolk      | 7-8-2015  |             |

### 400 metri piani indoor
| Stagione | Misura | Luogo           | Data      | Rank. Mond. |
| -------- | ------ | --------------- | --------- | ----------- |
| 2022/23  | 49"48  | Albuquerque     | 10-3-2023 |             |
| 2021/22  | 50"88  | College Station | 26-2-2022 |             |
| 2020/21  | 53"90  | Clemson         | 12-2-2021 |             |
| 2019/20  | 52"99  | Clemson         | 14-2-2020 |             |
| 2018/19  | 52"72  | New York        | 10-3-2019 |             |
| 2017/18  | 54"53  | New York        | 10-3-2018 |             |
| 2016/17  | 53"25  | New York        | 12-3-2017 |             |
| 2015/16  | 57"02  | New York        | 11-3-2016 |             |

### 400 metri ostacoli
| Stagione | Misura  | Luogo       | Data      | Rank. Mond. |
| -------- | ------- | ----------- | --------- | ----------- |
| 2023     | 53"23   | Gainesville | 14-4-2023 |             |
| 2022     | 53"08   | Eugene      | 25-6-2022 |             |
| 2021     | 58"68   | Knoxville   | 9-4-2021  |             |
| 2019     | 56"36   | Miramar     | 23-6-2019 |             |
| 2018     | 57"95   | Bloomington | 16-6-2018 |             |
| 2017     | 1'01"60 | Durham      | 21-7-2017 |             |

## Palmarès
| Anno | Manifestazione | Sede     | Evento            | Risultato | Prestazione | Note  |
| ---- | -------------- | -------- | ----------------- | --------- | ----------- | ----- |
| 2022 | Mondiali       | Eugene   | 400 m hs          | 5ª        | 54"02       | [ 2 ] |
| 2022 | Mondiali       | Eugene   | Staffetta 4x400 m | Oro       | 6,60 m      |       |
| 2023 | Mondiali       | Budapest | 400 m piani       | Batteria  | 53"87       |       |